# (9371) 1993 FV31
A (9371) 1993 FV31 a Naprendszer kisbolygóövében található aszteroida. Az UESAC program keretében fedezték fel 1993. március 19-én.